# Jens Schulenburg

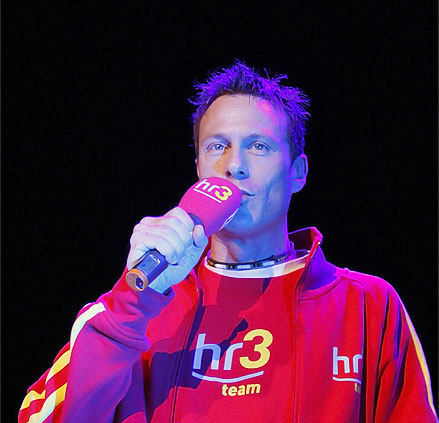
Jens Schulenburg

Jens Schulenburg (* 26. Juni 1970 in Kassel) ist ein deutscher Hörfunkmoderator.

## Leben

### Ausbildung
Nach dem Zivildienst arbeitete er im öffentlichen Rettungs- und Notarztdienst in Kassel, legte das Staatsexamen zum Rettungsassistenten ab und war Ausbildungsleiter im Rettungsdienst. Als Kreisausbilder Sprechfunk war er außerdem für die Ausbildung von nichtpolizeilichen Behörden und Organisationen mit Sicherheitsaufgaben (BOS) auf Kreisebene interorganisatorisch tätig.

### Musik und Moderation
Er spielt Gitarre und Schlagzeug und war als Ton- und Funktechniker bei Open-Air-Festivals, Theater-Produktionen und Theater-Tourneen tätig. Schulenburg arbeitet als Sprecher und Produzent für Werbung im Kino, Fernsehen und Radio, sowie als Sprecher für Industriefilme. Die Produktion und Moderation im Hörfunk begann er bei einem Regionalsender, bevor er als Moderator Radio Regenbogen, dem größten privaten Radiosender in Baden-Württemberg, wechselte.

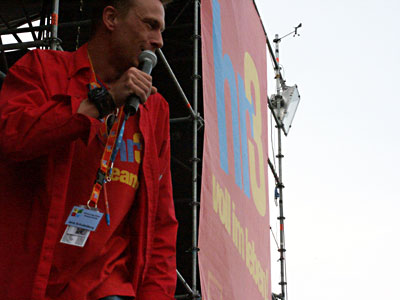
Jens Schulenburg auf der „hr3 Open Air Bühne“

2002 übernahm er, zusammen mit Minou, die „junge und interaktive“ Abendsendung hr3-madhouse bei hr3. Seitdem war er in allen Sendungen sowohl unter der Woche, als auch am Wochenende zu hören. Regelmäßig am Vormittag in der Sendung hr3-extra, in der es in der Hauptsache um Service geht. Seit 2011 moderierte Jens Schulenburg regelmäßig hr3-puls am Nachmittag ab 15 Uhr. In der Sendung zum Feierabend geht es um das Wichtigste zum Top-Thema des Tages, aktuelles vom Sport und Comedy. Außerdem moderierte er jeden Sonntag die Sendung hr3-soundcheck; - eine Sendung von Lidia Antonini und Jens Schulenburg, in der Künstler zu Gast sind, neue Singles und Alben vorgestellt werden und Neues und Unbekanntes aus dem deutschen Musikbusiness zu hören ist. Außerdem am Sonntagabend ab 21 Uhr die Sendung hr3-100 pro deutsch.
Zu sehen war Jens Schulenburg auf der hr3-Bühne zum Beispiel bei hr3@night und der hr3-Silvesterparty mit der Liveausgabe der Sendung 100pro deutsch. Außerdem stand er immer wieder beim Hessentag auf der hr3-Bühne.
Am 30. November 2012 verließ Jens Schulenburg nach 10 Jahren hr3 und moderierte seit dem 8. Dezember 2012 bis zum 18. März 2018 verschiedene Sendungen beim schleswig-holsteinischen Radiosender NDR 1 Welle Nord. Aktuell ist er bei hr4 zu hören
Schulenburg arbeitete außerdem für die Radiosender Die Welle, Karlsruhe, und bigFM, Mannheim.

### Ton
- Tontechnik, Open-Air-Festivals
- Ton- und Funktechnik, Theatertour Deutschland
- Produktion Musical, Staatstheater Kassel
- Produktion und Sprecher für Werbung, Kino
- Produktion Ton, Fernsehen, Hamburg

### Hörspiel
- Alarm in der Oper: Hörspiel, Kinderkrimi – Deutsche Grammophon